# Relació entre ciència i religió
La relació entre ciència i religió ha estat sovint conflictiva, ja que ambdues s'enfronten amb problemes cabdals per a l'ésser humà. Hi ha quatre escenaris bàsics per il·lustrar aquesta relació:
- Conflicte: cadascuna es considera la via més apropiada per arribar al coneixement i critiquen les troballes de l'altre camp (la ciència no accepta la fe sense proves i la religió afirma que el cientifisme nega el més fonamental)
- Independència: els dos camps són independents perquè usen diferent metodologia i manera de plantejar les qüestions d'estudi, les possibles pugnes venen d'un error de demarcació
- Diàleg: les dues disciplines han de col·laborar, ja que comparteixen part dels objectius i poden aportar-se idees
- Integració: s'ha d'intentar integrar totes dues en un discurs més ampli i explicatiu

En un altre àmbit es poden situar els estudis científics sobre el fenomen religiós, que seria una forma de relació particular en què una disciplina esdevé part del focus de la segona.